# Конструктивизм (международные отношения)
Конструктиви́зм — в международных отношениях, — социальная теория, которая утверждает, что важные аспекты международных отношений формируются не просто материальными факторами, а идеологическими (сложившимися исторически и социально). В отличие от некоторых других известных подходов и теорий международных отношений (таких как реализм и теория рационального выбора), конструктивисты рассматривают идентичности и интересы акторов, как социально созданные и поддающиеся изменению; идентичности не статичны и не могут приниматься экзогенно. Подобно теории рационального выбора, конструктивизм не делает конкретных прогнозов относительно международных отношений; это подход к изучению международной политики, а не самостоятельная теория международной политики.

## Развитие
Николасу Онуфу приписывают создание термина «конструктивизм» для описания теорий, подчёркивающих социально сконструированный характер международных отношений. С конца 1980-х — начала 1990-х годов конструктивизм стал одной из основных школ мысли в международных отношениях.
Самые ранние конструктивистские работы были сосредоточены на установлении того, что нормы имеют значение в международной политике.  отредактированном томе Питера Дж. Катценштейна «Культура национальной безопасности» собраны работы многих видных и начинающих конструктивистов, показывающие, что конструктивистские идеи важны в области исследований безопасности; область международных отношений, в которой реалисты доминировали.
После установления того, что нормы имеют значение в международной политике, более поздние исследователи конструктивизма сосредоточились на объяснении обстоятельств, при которых одни нормы имеют значение, а другие нет.  Ряд конструктивистских исследований сосредоточены на изучении международных организаций и права, эпистемологических сообществ; речи, аргументов убеждения; структурной конфигурации как механизмы и процессы социального строительства.
Александр Вендт — самый выдающийся сторонник социального конструктивизма в области международных отношений. Статья Вендта 1992 года «Анархия — это то, что из неё делают государства: социальное конструирование политики власти», опубликованная в Международной организации, заложила теоретическую основу для оспаривания того, что он считал недостатком, разделяемым как неореалистами, так и неолиберальными институционалистами, а именно: приверженность (грубой) форме материализма. Пытаясь показать, что даже такая основная реалистическая концепция, как «силовая политика» социально сконструировано — то есть не дано природой и, следовательно, может быть преобразовано человеческой практикой — Вендт открыл путь для поколения учёных, занимающихся международными отношениями, для продолжения работы по широкому кругу вопросов с конструктивистской точки зрения, развил эти идеи в своей центральной работе, социальной теории международной политики (1999). Вслед за Вендтом, Марта Финнемор предложила первый «устойчивый, систематический эмпирический аргумент в поддержку конструктивизма в книге 1996 года «Национальные интересы в международном обществе».
Есть несколько направлений конструктивизма. С одной стороны, есть «традиционные»  учёные-конструктивисты, такие как Кэтрин Сиккинк, Питер Каценштейн, Элизабет Кир, Марта Финнемор и Александр Вендт, которые используют широко признанные методологии и эпистемологии и чьи работы получил широкое признание в основном сообществе IR и вызвал оживлённые научные дискуссии среди реалистов, либералов, институционалистов и конструктивистов. С другой стороны, есть «критические» радикальные конструктивисты, которые более серьёзно относятся к дискурсу и лингвистике и принимают непозитивистские методологии и эпистемологии.

## Теория
Конструктивизм в первую очередь стремится показать, насколько ключевые аспекты международных отношений, вопреки предположениям неореализма и неолиберализма, «социально сконструированы», то есть, они обретают свою форму в текущих процессах социальной практики и взаимодействия. Александр Вендт называет два общепринятых основных принципа конструктивизма: «структуры человеческого сообщества определяются, прежде всего, общими идеями, а не материальными силами, и самобытность и интересы целевых субъектов определяются этими общими идеями, а не природой».
Конструктивистами надо считать тех учёных, которые рассматривают исследования как вопрос интерпретации, а не объяснения. Кроме того, они весьма скептически относятся к возможности нейтрального отношения к исследованиям. В исследовании национальной безопасности акцент делается на условиях, которые культура и самобытность оказывают на политику безопасности и связанное с ней поведение. Идентичность необходима для обеспечения хотя бы минимального уровня предсказуемости и порядка, как утверждает Теодор Хопф в своих исследованиях. Объект конструктивистского дискурса можно представить как приход, фундаментальный фактор в области международных отношений, недавних дебатов по эпистемологии, социологии знаний, агентской/структурной взаимосвязи и онтологического статуса социальных фактов.
Мнение о том, что международные отношения зависят не только от силовой политики, но и от идей, разделяют авторы, которые описывают себя как конструктивистских теоретиков. Согласно этой точке зрения, основополагающие структуры международной политики носят скорее социальный, чем только материальный характер. Это приводит к социальным конструктивистам, утверждающим, что изменения в природе социального взаимодействия между государствами могут привести к фундаментальному сдвигу в сторону большей международной безопасности.

## Особенности и круг интересов
Поскольку конструктивисты отвергают выводы неореализма об определяющем влиянии анархии на поведение международных акторов и отходят от лежащего в основе неореализма материализма, они создают необходимое поле для того, чтобы особенности и круг интересов международных акторов заняли центральное место в теоретизировании международных отношений. Теперь, когда акторы не просто управляются императивами системы самопомощи, их особенности и интересы становятся важными при анализе того, как они ведут себя. Как и природа международной системы, конструктивисты рассматривают особенности и интересы не как объективно обоснованные материальные силы (например, диктат человеческой природы, лежащий в основе классического реализма), а как результат идей и социального конструирования таких идей. Другими словами, значения идей, объектов и действующих лиц задаются социальным взаимодействием. Люди придают предметам их значения и могут придавать разные значения разным вещам.
Марта Финнемор оказала большое влияние на изучение того, каким образом международные организации участвуют в процессах социального конструирования представлений акторов об их же интересах. В книге «Национальные интересы в международном сообществе» Финнемор «пытается развить системный подход к пониманию государственных интересов и поведения государств путём исследования международной структуры, состоящей не из власти, а из смысла и социальной ценности». «Интересы, — объясняет она, — это не просто что-то где-то там, ожидающее своего открытия; они строятся через социальное взаимодействие». Финнемор приводит три примера такого строительства — создание научной бюрократии в государствах под влиянием ЮНЕСКО, роль Красного Креста в Женевских конвенциях и влияние Всемирного банка на отношение к бедности.
Исследования таких процессов являются примерами конструктивистского отношения к государственным интересам и особенностям. Такие интересы и особенности являются центральными детерминантами поведения государств, поскольку изучение их природы и формирования является неотъемлемой частью конструктивистской методологии объяснения международной системы. Несмотря на эту переориентацию на особенности и круг интересов — свойства государств, — конструктивисты не обязательно фокусируют свой анализ на первичном уровне международной политики: государстве. Конструктивисты, такие как Финнемор и Вендт, подчёркивают, что, в то время как идеи и процессы, как правило, объясняют социальное конструирование особенностей и круга интересов, такие идеи и процессы формируют свою собственную структуру, которая влияет на международных акторов. Их главное отличие от неореалистов состоит в том, что они видят структуру международной политики в идеологических, а не материальных терминах.

## Известные конструктивисты
- Адлер, Эмануэль
- Вевер, Оле
- Вендт, Александр
- Каценштейн, Питер
- Финнемор, Марта
- Хаас, Эрнст Бернард
- Хакинг, Ян
- Хопф, Теодор